# Gouwesluisbrug
Gouwesluisbrug lub Alphense hefbrug – stalowy, drogowy most podnoszony nad rzeką Gouwe w Alphen aan den Rijn, w Holandii. Został wybudowany w latach 1937–1938, a wykonawcą była firma N.V. De Vries Robbé & Co. z Gorinchem. Długość mostu wynosi 25 m, a przęsło może być podnoszone 35 m ponad lustro wody. 15 stycznia 2001 roku most został wpisany do rejestru holenderskich zabytków (nr 516141). Podobne mosty znajdują się również w pobliskich miejscowościach Boskoop i Waddinxveen (Boskoopse hefbrug i Waddinxveense hefbrug).